# Fuggerbau

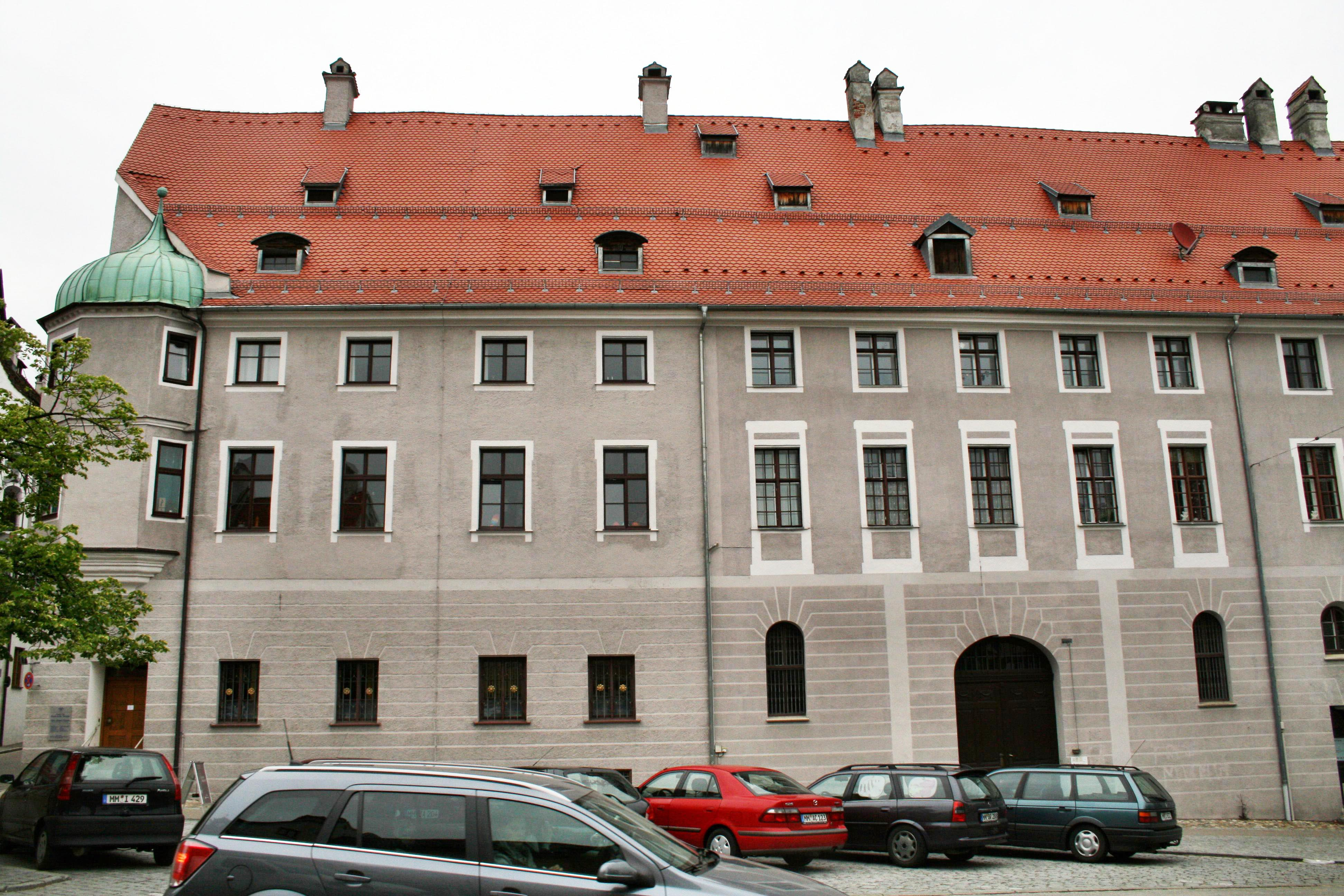
Fuggerbau in Memmingen

Der Fuggerbau im oberschwäbischen Memmingen, einer kreisfreien Stadt im bayerischen Regierungsbezirk Schwaben, wurde im 16. Jahrhundert errichtet. Das ehemalige Lager- und Wohnhaus für Jakob Fugger am Schweizerberg 6, der Fuggergasse 5, Herrenstraße 1 und am Martin-Luther-Platz 2 ist ein geschütztes Baudenkmal.

## Beschreibung
Die 1581–91 errichtete, unregelmäßige, zwei- bis viergeschossige Vierflügelanlage gilt als eines der bedeutendsten Renaissancegebäude in Memmingen. Es erfuhr Veränderungen um 1800. Im Hof finden sich Reste der Stadtmauer der Stadtbefestigung der Gründungsstadt.
Die Memminger Wallensteinfestspiele erinnern daran, dass hier, vom 30. Mai bis 22. Oktober 1630, der kaiserliche Oberbefehlshaber Wallenstein mit seinem Hofstaat Quartier bezogen hatte. Im Fuggerbau empfing er neben führenden Militärs der Kaiserlichen Armee auch Gäste und Gesandtschaften, u. a. den Apostolischen Nuntius Ciriaco Rocci, den Vertrauten Kardinal Richelieus, Père Joseph, und Prinz Ulrich von Dänemark. Hier erreichte Wallenstein auch, am 6. September 1630, die Mitteilung seiner ersten Absetzung durch Kaiser Ferdinand II.
1632 nahm hier kurzzeitig ebenso Gustav II. Adolf sein Quartier, der als König von Schweden der große protestantische Gegenspieler Wallensteins war.